# 미하일스 탈스

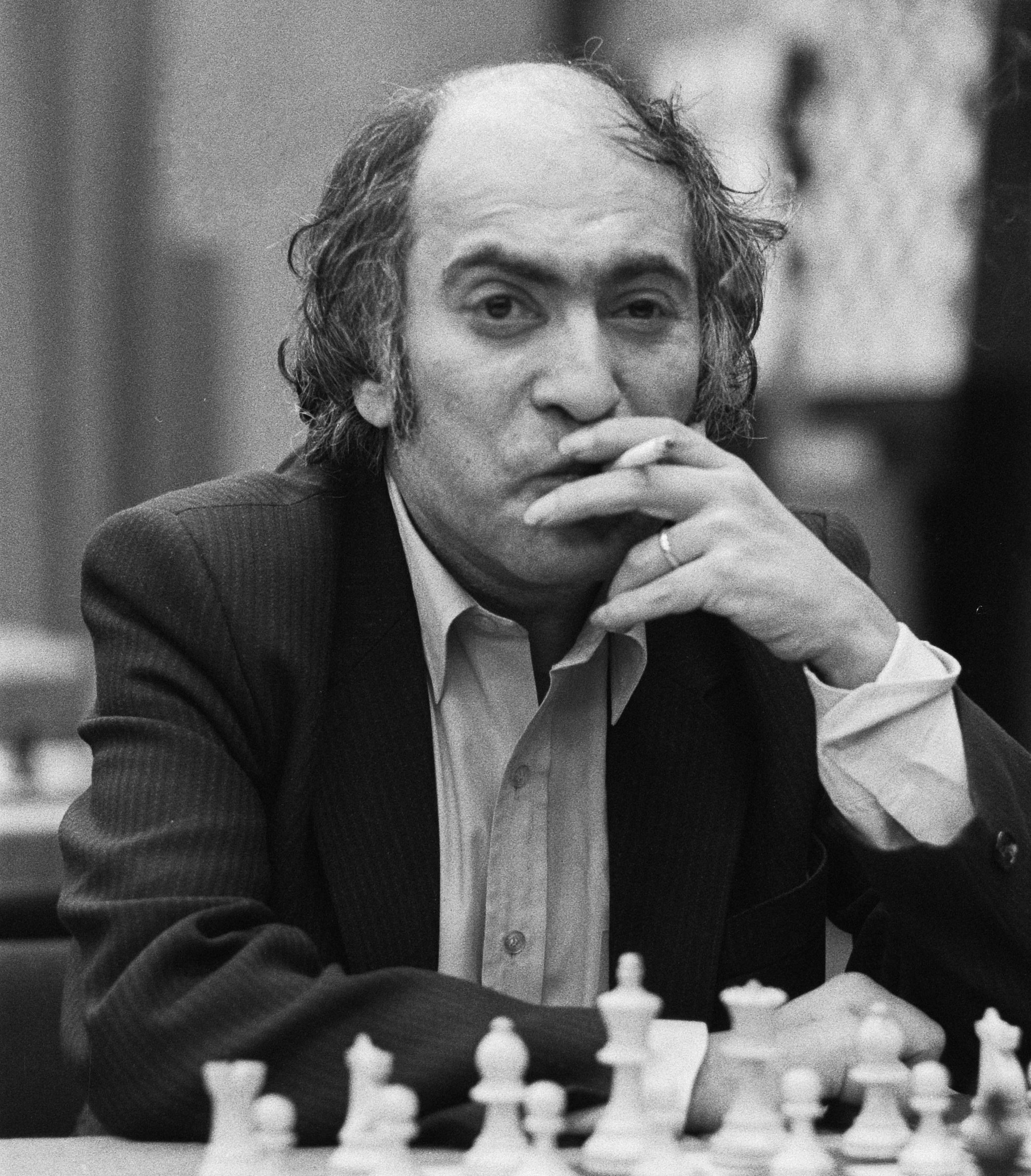
1982년의 미하일 탈리.

미하일스 탈스(라트비아어: Mihails Tāls, 러시아어: Михаил Нехемьевич Таль 미하일 네헤미예비치 탈[*], 1936년 11월 9일 ~ 1992년 6월 28일)는 러시아-라트비아의 체스 그랜드마스터이자 제8대 월드 체스 챔피언이다. (1960년~1961년 사이)
독창적인 천재이자 사상 최고의 공격적인 플레이어로 알려져 있으며, 대담하고 복합적인 스타일로 경기에 임하였다. 그의 경기는 무엇보다도 즉흥성과 예측 불가능성으로 알려져 있다.

## 생애
미하일스 탈스는 라트비아 리가 지방의 유대계 가정에서 태어났다. 8살에는 당시 의사이자 의학 연구인이었던 아버지를 지켜보는 가운데 체스를 배우기 시작하였다.
얼마 지나지 않아 영 피오네르 체스 클럽의 리가 팰리스에 참여했다. 처음에 그의 경기는 특출나지 않았으나 개선하려고 애썼다.
1959년, 당시 19살인 살리 란다우(Salli Landau)와 결혼하였다가 1970년에 이혼하였다.

## 참고 문헌
- Sosonko, G. (2009) Russian Silhouettes, New in Chess, 3rd ed., ISBN 90-5691-293-3